# Gerry Niewood
Gerry Niewood (Rochester (New York), 6 april 1943 – Clarence Center (New York), 12 februari 2009) was een Amerikaans jazzsaxofonist, -fluitist en -klarinettist.
Niewood werkte sinds 1968 nauw samen met de eveneens in Rochester geboren bugelspeler Chuck Mangione. Ze studeerden beide aan de Eastman School of Music. Nieman bespeelde sopraansaxofoon, altsaxofoon, tenorsaxofoon, baritonsaxofoon, klarinet, piccolo, dwarsfluit, altfluit en basfluit.
Hij werkte onder andere mee aan het Concert in Central Park van Simon & Garfunkel in 1981.
Niewood zou op 13 februari 2009 met Chuck Mangione en de Buffalo Philharmonic Orchestra optreden, maar kwam, samen met onder anderen gitarist en medebandlid Coleman Mellett, in de nacht voor dit optreden om het leven bij de vliegramp met Continental Airlines-vlucht 3407.

## Discografie
- 1975 – Slow Hot Wind
- 1977 – Gerry Niewood and Timepiece
- 1985 – Share My Dream
- 1988 – Alone
- 2004 – Facets